# Guðrún Lárusdóttir
Guðrún Lárusdóttir, född 8 januari 1880, död 20 augusti 1938 var en isländsk politiker, författare och översättare. Hon tjänstgjorde två perioder som parlamentsledamot i Islands parlament, Alltinget.

## Biografi
Guðrún föddes i Valþjófsstað, Fljótsdalur, som dotter till Lárus Halldórsson (1851–1908), en parlamentariker och präst, och hans hustru Kirstín Katrín Pétursdóttir Guðjohnsen (1850–1940). [1] Guðrún började skriva tidigt, hon var bara 15 år gammal när hon började publicera Mínerva, en handskriven tidning. Samtidigt översatte hon material till tidningen Framsókn á Seyðisfjörður. Hon skrev om frågor som rörde kvinnors rättigheter. Hon översatte också verk från danska, engelska och tyska till isländska. Vid 21 års ålder hade hon översatt romanen Onkel Toms stuga, av Harriet Beecher Stowe, från engelska. År 1899 flyttade hon till Reykjavik med sin familj. Hon publicerade sin första roman, en tredelad serie med titeln Ljós og skuggar, mellan 1903 och 1905. Guðrún satt först i kommunfullmäktige i Reykjavik mellan 1912 och 1918. Hon valdes till parlamentet 1930. Hon var då den andra kvinnan i landet på denna post. Ingibjörg H. Bjarnason blev Islands första kvinnliga riksdagsledamot 1922. År 1934 blev Guðrún den första kvinnan som satt i parlamentet för Självständighetspartiet, en post som hon hade fram till sin död.
Guðrún gifte sig med Sigurbjörn Ástvaldur Gíslason 1902. De hade tio barn, varav fem dog i barndomen.
Den 20 augusti 1938 dog Guðrún i en bilolycka. I bilen fanns, förutom föraren, Guðrún och hennes make samt två av deras döttrar. Bilen körde ner i ån Tungufljót. Guðrún och hennes två döttrar drunknade. Hennes man och föraren tog sig upp ur vattnet. Detta var en av de första allvarliga bilolyckorna som ägde rum på Island.